# HD 213242
HD 213242，又名BD+63 1852，SAO 20088、HR 8568，是一颗恒星，视星等为6.29，位于銀經108.06，銀緯5.43，其B1900.0坐标为赤經22h 24m 59.6s，赤緯+63° 5.43′ 29″。